# Daryl Joseph
Daryl Joseph (* 16. Mai 1966) ist ein ehemaliger antiguanischer Boxer.
Er trat bei den Olympischen Spielen 1988 in Seoul an. Im Weltergewicht unterlag er, nach einem Freilos in der 1. Runde, in seinem Zweitrundenkampf Adewale Adegbusi aus Nigeria.